# Medaglia commemorativa delle operazioni militari in Africa Orientale
La medaglia commemorativa delle operazioni militari in Africa Orientale, istituita con regio decreto 27 aprile 1936, n. 1150, fu una medaglia concessa dal Regno d'Italia a tutti coloro che avessero preso parte alle operazioni militari in Africa orientale compiute dall'esercito italiano tra il 1935 e il 1936. La medaglia è stata ufficialmente abolita nel 2010.

## Insegne
- La medaglia è costituita da una disco di bronzo il ritratto di Vittorio Emanuele III rivolto verso sinistra col capo scoperto, il tutto attorniato dalla legenda:  "VITT · EM · III · RE · D'ITALIA · IMP · DI · ETIOPIA · " (Vittorio Emanuele III Re d'Italia Imperatore di Etiopia).
- Sul retro si trova raffigurato uno scenario africano con monti e deserto affiancato sulla sinistra da un fascio littorio. In alto si trova la scritta: "AFRICA ORIENTALE", mentre sotto lo scenario si trova il motto: "MOLTI NEMICI, MOLTO ONORE", e la firma di Benito Mussolini.
- Il nastro è a strisce nere e blu e poteva essere sormontato da una spilla a forma di gladio fiammeggiante per quanti avessero ricoperto il ruolo di combattenti attivi durante la campagna di operazioni militari in Africa orientale.

L'uso del "gladio romano" per i ruoli non combattenti fu abolito con il regio decreto-legge 23 luglio 1936, n. 1584, e poi nuovamente introdotto, ed esteso ad alcune categorie del personale civile, con il regio decreto 10 maggio 1937, n. 2463.

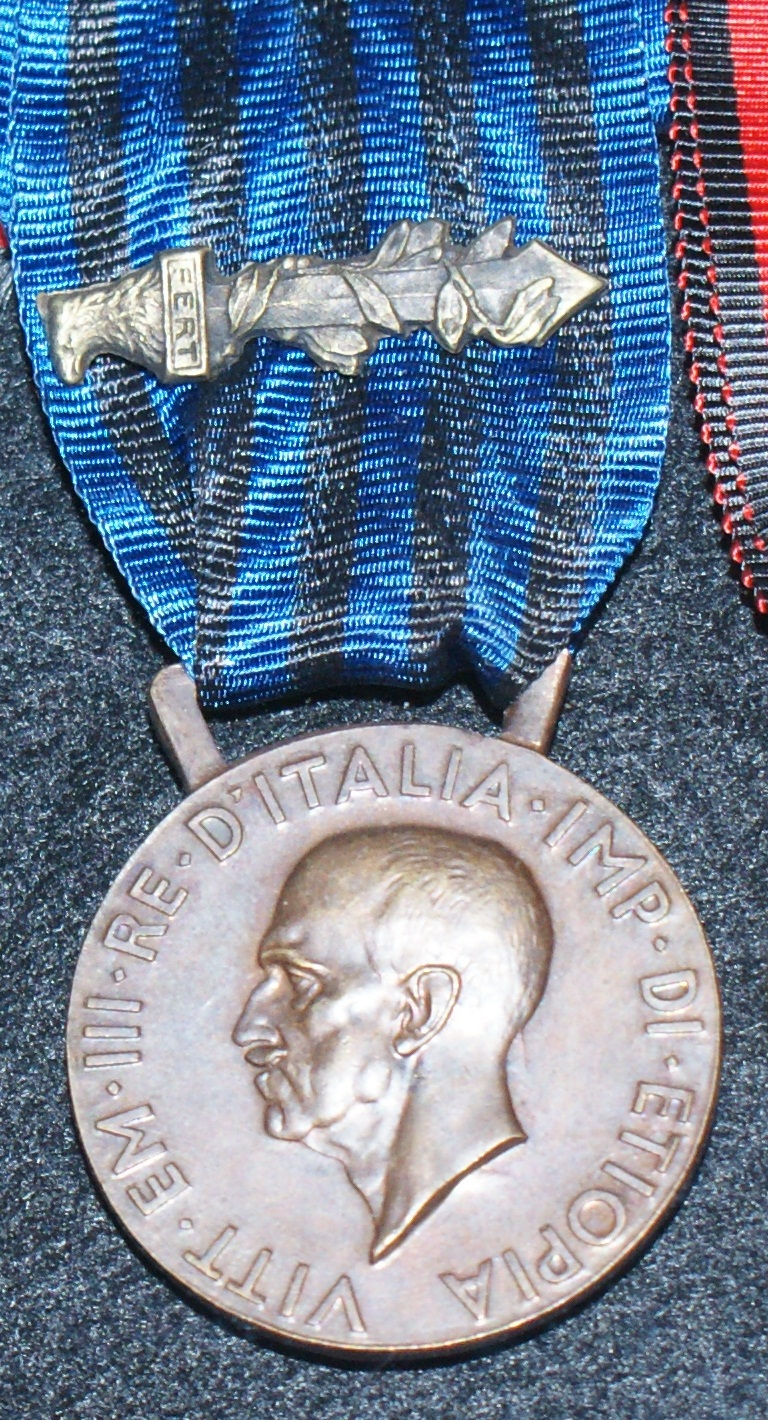
Medaglia con nastro e "gladio romano".
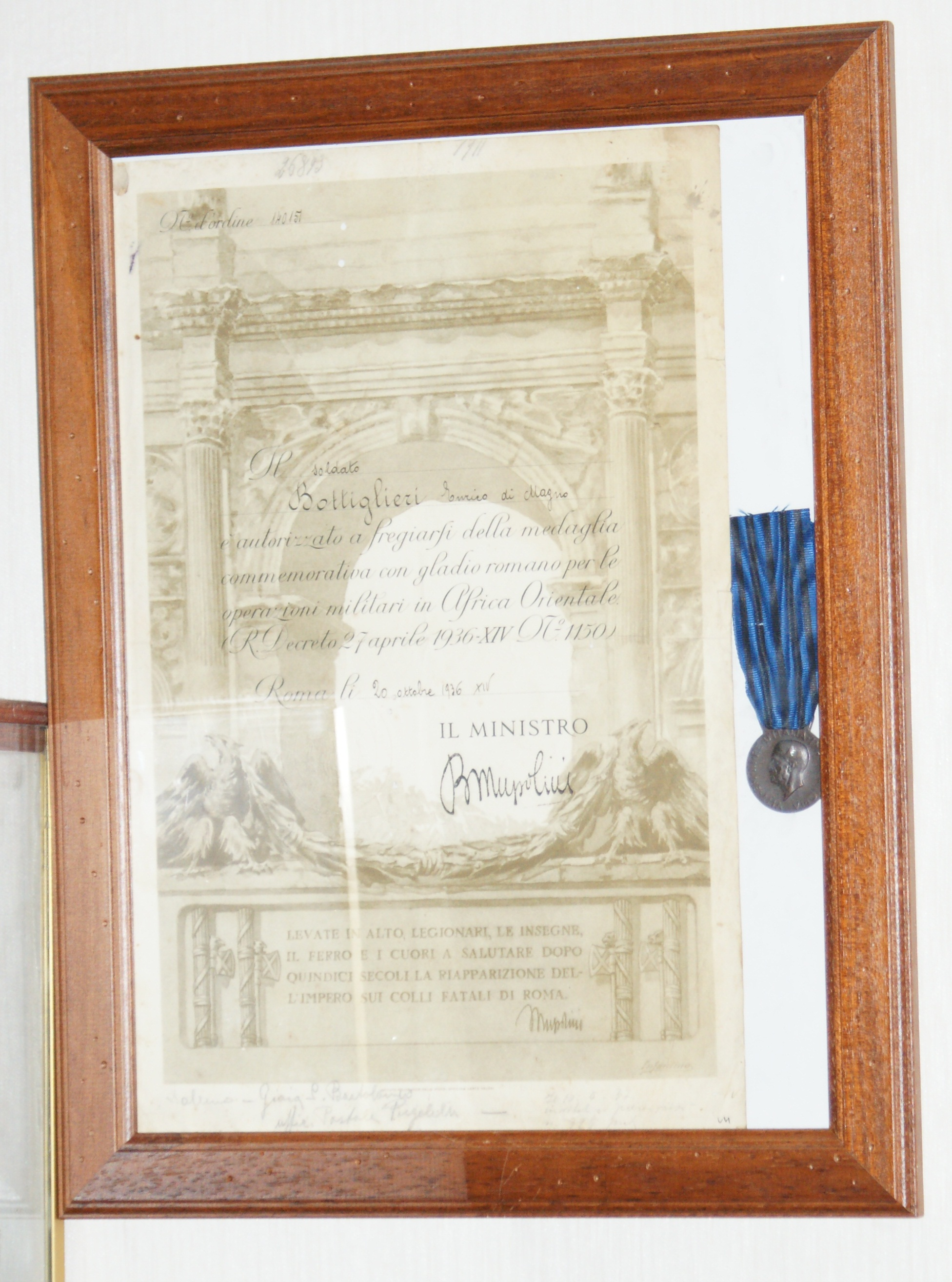
Diploma e medaglia.